# Мигел Аврамовић
Мигел Борис Аврамовић (шп. Miguel Boris Avramovic; 18. јул 1981) је бивши аргентински рагбиста српског порекла.

## Биографија
Мигел Аврамовић је рођен 18. јула 1981. године у Буенос Ајресу у Аргентини. Потомак је српских исељеника који су се током Другог светског рата иселили из Србије у Аргентину. Познат је под надимком Рус. Студирао је медицину на Универзитету у Буенос Ајресу. Након завршетка професионалне каријере ради као лекар на клиници Аврамовић у Буенос Ајресу.

## Каријера
У млађим категоријама је наступао за Сан Карлос одакле је 1998. године прешао у Алумни. Каријеру је почео на позицији аријера да би касније играо и на позицији центра. Од 2006. наступа за Вустер вориорсе у енглеском Премијершипу, затим од 2007. до 2009. за Монтобан у Француској. Накратко се враћа у Аргентину, где наступа за Пампас, да би од 2010. прешао у француски Ажен. 2013. се враћа у Алумни где је одиграо своју последњу сезону.
За репрезентацију Аргентине је дебитовао 2005. године у мечу против Јапана. Остварио је 11 наступа и 20 поена.